# Xestia erythroxantha
Xestia erythroxantha là một loài bướm đêm trong họ Noctuidae.